# 탈문의 변
탈문의 변(奪門之變)은 1457년 중국 명나라의 상황으로 물러나 있던 영종이 동생 경태제에서 제위를 빼앗은 쿠데타이다.
연금 상태에 있던 영종이 석형, 서유정, 조길상 등과 짜고 경태제의 와병을 틈타 타타르가 내습한다는 허위정보를 흘려 야간에 자금성 각 문을 제압했다. 영종이 천순제로서 복위했고, 경태제파의 우겸, 왕문, 태감 왕성은 처형되었다. 병상에 있던 경태제도 곧 병세가 악화되어 죽었다(암살설도 있다).